# Die da!?!
Die da!?! ist ein Lied der deutschen Hip-Hop-Gruppe Die Fantastischen Vier. Der Song ist die erste Singleauskopplung ihres zweiten Studioalbums 4 gewinnt und wurde am 7. September 1992 veröffentlicht. Es ist einer der ersten kommerziell erfolgreichen Deutschrap-Songs.

## Inhalt
In Die da!?! rappen Smudo und Thomas D jeweils über eine Frau, mit der sie sich seit kurzer Zeit treffen und die ihnen den Kopf verdreht hat. Sie berichten sich gegenseitig von Kinobesuchen, romantischen Abendessen im Restaurant und weiteren Dates. Es sei jedoch auch eine kostspielige Angelegenheit, da sie jeweils die Rechnungen bezahlen und ihr Geschenke kaufen mussten. Beide wollen schließlich von dem anderen wissen, wer die besagte Frau nun eigentlich ist, wobei ihnen auffällt, dass diese am Freitag nie Zeit hat. Am Ende des Liedes betritt eine Frau mit einem Mann die Bar, in der sich Smudo und Thomas D unterhalten, wobei beide schmerzlich feststellen müssen, dass sie sich mit derselben Frau getroffen haben, die nun freitags mit einem weiteren Mann unterwegs ist.

„Hey ist es die da, die da am Eingang steht?

Oder die da, die dir den Kopf verdreht?

Ist es die da, die mit’m dicken Pulli an, Mann?

Nein es ist die Frau, die freitags nicht kann“

## Produktion
Das Lied wurde von dem Bandmitglied And.Ypsilon produziert. Dabei verwendete er Samples der Songs Right Down Here von Asha Puthli, den Rainer Trüby ihm vorgespielt hatte, und Mister Magic von Grover Washington, Jr. Die Sprachsamples mit dem Wortlaut Wer ist sie? und Sie ist wunderschön! stammen aus dem Film Krieg der Sterne und werden von Luke Skywalker beziehungsweise von dessen deutschen Synchronsprecher Hans-Georg Panczak gesprochen.

## Musikvideo
Bei dem zu Die da!?! gedrehten Musikvideo führte der Regisseur Angel Garcia Regie. Es verzeichnet auf YouTube über acht Millionen Aufrufe (Stand Mai 2024).
Im Video fahren Die Fantastischen Vier mit einem roten Plymouth Valiant Cabrio durch die Stadt Leipzig, wobei sie nach und nach insgesamt vier Frauen mitnehmen, die jeweils am Straßenrand mit einem ausgefallenen Trabant (Trabant 601 S de Luxe) stehen. Zwischendurch sind Die Fantastischen Vier tanzend und rappend vor einem grauen Fabrikgebäude zu sehen, an dessen Wand ein blaues Werbeposter des zugehörigen Albums 4 gewinnt hängt. Das Video wurde im Leipzig der Nachwendezeit gedreht und zeigt die typische Gründerzeit-Industriearchitektur von Plagwitz mit Fabrikgebäuden aus Backstein (vermutlich der Sächsischen Wollgarnfabrik), die Könneritzbrücke über die Weiße Elster und in einer anderen Einstellung das Leipziger Neue Rathaus. Da der Leipziger Westen, speziell das Plagwitzer Industrieareal, in den Folgejahren großflächig umgestaltet und gentrifiziert wurde, kann das Musikvideo als wichtiges Dokument einer authentischen Innenstadt-Architektur und seiner popkulturellen Aneignung verstanden werden.

## Single

### Covergestaltung
Das Singlecover zeigt das Gesicht einer blauen, lächelnden Barbie-Figur. Links oben befindet sich von oben nach unten geschrieben der Titel DIEda in Rot und Grün, während unten links der schwarze Schriftzug die fantastischen Vier steht.

### Titelliste
1. Die da!?! (Radio-Mix) – 3:38
2. Die da!?! (Maxi-Mix) – 5:39
3. Wer da!?! (Trance-Mix) – 6:11

### Chartplatzierungen
Mit dem Song gelang den Fantastischen Vier der kommerzielle Durchbruch und sie erreichten erstmals die deutschen Singlecharts. Die da!?! stieg am 21. September 1992 auf Platz 98 in die Charts ein und erreichte am 30. November 1992 mit Rang zwei die beste Platzierung, auf der es sich zwei Wochen lang hielt. Insgesamt konnte sich das Lied 28 Wochen in den Top 100 halten, davon 15 Wochen in den Top 10. In Österreich und der Schweiz erreichte der Song dagegen die Chartspitze und hielt sich zwölf bzw. 24 Wochen in den Charts. In den deutschen Jahrescharts 1992 belegte die Single Position 34.
| ChartsChartplatzierungen | Höchstplatzierung | Wochen |
| ------------------------ | ----------------- | ------ |
| Deutschland (GfK)        | 2 (28 Wo.)        | 28     |
| Österreich (Ö3)          | 1 (12 Wo.)        | 12     |
| Schweiz (IFPI)           | 1 (24 Wo.)        | 24     |

| ChartsJahrescharts (1992) | Platzierung |
| ------------------------- | ----------- |
| Deutschland (GfK)         | 34          |

| ChartsJahrescharts (1993) | Platzierung |
| ------------------------- | ----------- |
| Deutschland (GfK)         | 59          |
| Österreich (Ö3)           | 17          |
| Schweiz (IFPI)            | 17          |

### Verkaufszahlen und Auszeichnungen
Die da!?! wurde im Jahr 1993 für mehr als 250.000 verkaufte Einheiten in Deutschland mit einer Goldenen Schallplatte ausgezeichnet. Im gleichen Jahr erreichte die Single für über 25.000 Verkäufe in Österreich ebenfalls Goldstatus.

| Land/Region        | Auszeichnungen für Musikverkäufe (Land/Region, Auszeichnung, Verkäufe) | Verkäufe |
| ------------------ | ---------------------------------------------------------------------- | -------- |
| Deutschland (BVMI) | Gold                                                                   | 250.000  |
| Österreich (IFPI)  | Gold                                                                   | 25.000   |
| Insgesamt          | 2× Gold ·                                                              | 275.000  |

## Reaktionen der Hip-Hop-Szene
Obwohl Die da!?! heute als „Meilenstein“ des deutschen Hip-Hops gilt und einer der ersten kommerziell erfolgreichen deutschen Rapsongs ist, war das Lied damals in der Szene sehr umstritten. So fühlte sich die Underground-Kultur um ihre Werte betrogen und warf der Band und dem auf Radio und Charts ausgerichteten Song fehlende Inhalte und „Sellout“ vor. Mitunter wurde Die da!?! auch als deutsches Pendant zu Ice Ice Baby gesehen.
Im Januar 1993 veröffentlichte das weibliche Duo Die Galaktischen Zwei die Single Der da!!!! (Die Antwort), die sich auf die Protagonisten aus Die da!?! bezieht. Dieser Song erreichte Platz 41 der deutschen Singlecharts.